# Regio IX Liguria
La Regio IX Liguria fue una de las once divisiones regionales en las que Augusto dividió Italia. Estrabón la describió de esta manera:
«Esta región [...] tiene a sus habitantes viviendo dispersos en aldeas, donde aran y labran una tierra dura, o como dice Posidonio, "cortan piedras". El territorio está bien poblado y de aquí procede gran parte de la infantería y de los caballeros, que el Senado romano también recluta en sus filas."

## Nombre
El nombre histórico oficial no tenía el afijo Liguria, debido al uso académico contemporáneo de nombrar las regiones augustas en función de las poblaciones que incluían. La Regio IX incluía únicamente el territorio de los Ligures. Este territorio iba desde el río Varo al oeste hasta la frontera con Etruria al este.[cita requerida]

## Historia
Con la primera guerra púnica, en el siglo II a. C., los ligures quedaron divididos entre aliados de Cartago y aliados de Roma. Fue entonces cuando los romanos conquistaron este territorio, con la ayuda de sus genoveses federados, que pasó a llamarse Liguria, correspondiente a la IX Regio del Imperio Romano, que se extendía desde los Alpes Marítimos y Cocios, hasta el Po, el Trebia y el Magra. [cita requerida]
Los romanos, para poder disponer de Liguria en su conquista de la Galia, tuvieron que deportar a 47.000 ligures apuanos, rebeldes irreductibles, confinándolos en Sannio y dividiéndolos en dos grupos, llamados Liguri Bebiani y Liguri Corneliani.[cita requerida]
La descripción de la IX regio Italiae se remonta a Plinio: «Patet ora Liguriae inter amnes Varum et Macram XXXI Milia passuum. Haec regio ex descripción Augusti nona est». Esta región era más pequeña que la superficie original ocupada por los ligures en tiempos protohistóricos.[cita requerida]
Probablemente fue en esta provincia donde aún se conservaba la etnia ligur más pura, mientras que en Lunigiana y en las regiones transalpinas las poblaciones se habían mezclado con otras tribus. De hecho Hecateo de Mileto en el siglo VI a. C. cuenta que Mónaco y Marsella eran ciudades de Liguria y los Eliseos, un pueblo asentado entre el Ródano y los Pirineos, eran una mezcla de ligures e íberos.[cita requerida]

## Territorio
El territorio comprendía toda la actual Riviera de Liguria desde el río Varo, no lejos de Nicea (Niza), hasta la desembocadura del río Macra (Magra), a lo largo de 211 millas.  En el extremo occidental se extendía desde la costa hacia el interior sólo unos pocos kilómetros, constituyendo una franja de tierra desde la desembocadura del río Varus cerca de Niza hasta Albintimilium (Ventimiglia),  encajando entre la provincia de los Alpes Maritimae y del Sinus Ligusticus (mar de Liguria). [cita requerida]
En Ventimiglia, la frontera se dirigió luego hacia el norte hasta la provincia de Alpes Cottiae y la Regio XI Transpadana según la frontera establecida por el Po (entonces Padus). En la confluencia del Tanaro (Tanarus) con el Po, la frontera regresaba al sur en dirección sureste (Regio VIII Aemilia), incluyendo el valle de Trebbia, hasta que luego seguía la cuenca del mar de Liguria hacia el este en Tigullia, alcanzando el desembocadura del Magra (Macra) en la Regio VII.[cita requerida]

## Ciudades
- Alba Pompeia (Alba)
- Albintimilium (ventimiglia)
- Albingaunum (Albenga)
- Aquae Statiellorum (Acqui Terme)
- Augusta Bagiennorum  (Bene Vagienna)
- Carrera Potentia (Chieri)
- Derthona (Tortona)
- Castrum Bobium (Bobbio)
- Foro Fulvio (Villa del Foro)
- Genua (Génova)
- Hasta (Asti)
- Industria (Monteu da Po)
- Iria (Voghera)
- Libarna (Serravalle Scrivia)
- Monilia (Moneglia)
- Nicea (Niza)
- Pollentia (Pollenzo)
- Puerto Delphini (Portofino)
- Portus Veneris (Puerto Venus)
- Segesta (Sestri Levante)
- Spedia (La Spezia)
- Vada Sabatia (Vado Ligure)
- Vardacate (Casale Monferrato)